# Gymnocanthus vandesandei
Gymnocanthus vandesandei is een straalvinnige vissensoort uit de familie van donderpadden (Cottidae). De wetenschappelijke naam van de soort is voor het eerst geldig gepubliceerd in 1949 door Max Poll.